# Ню² Волка
Ню2 Волка (ν2 Lup) — звезда, которая находится в созвездии Волка на расстоянии около 47,5 световых лет от Солнца. Вокруг звезды обращаются, как минимум, три планеты.

## Характеристики
ν² Волка представляет собой жёлтый карлик, и по многим параметрам подобен Солнцу: имеет почти ту же самую массу, диаметр 99 % от солнечного, светимость 97 % солнечной, однако, металличность невелика — в лучшем случае, чуть больше половины солнечной.
Чтобы быть ещё более похожей на Солнце у звезды могла бы быть землеподобная планета с жидкой водой на поверхности на расстоянии 0,98 а. е., однако, молодой возраст звезды не позволяет надеяться, что такая планета существует.

## Планетная система
В 2011 году калифорнийской группой астрономов, работающих со спектрографом HARPS, было объявлено об открытии методом радиальных скоростей сразу трёх планет в системе: HD 136352 b, HD 136352 c и HD 136352 d. Все они расположены очень близко к родительской звезде, поэтому верхние слои их атмосфер должны быть сильно разогреты. Планета HD 136352 b по массе превосходит Землю в 5,28 раза. Она обращается на расстоянии 0,09 а.е. от материнской звезды, совершая полный оборот за 11 с лишним суток.
Орбита средней планеты HD 136352 c лежит на расстоянии 0,16 а.е. от звезды. Год на ней длится около 27,5 суток. Третья планета HD 136352 d имеет массу около 3 % массы Юпитера и обращается на расстоянии 0,41 а.е. от звезды. Открытие планет было совершено методом доплеровской спектроскопии. Общее время наблюдений составило 2601 сутки. В 2017 году было подтверждено существование планет, а также уточнены их характеристики. TESS определил, что планеты HD 136352 b и HD 136352 c являются транзитными. Обсерватории CHEOPS определила, что самая внешняя планета HD 136352 d тоже является транзитной. Радиус планеты равен 2,56 ± 0,09 радиуса Земли, масса планеты — 8,82 ± 0,94 массы Земли, средняя плотность — 2,88 г/см³, большая полуось — 0,425 а.е. (63,3 млн км). Планета получает ~ в 5,7 раза больше солнечной энергии, чем Земля. Средняя плотность планеты HD 136352 b — 5,63 г/см³, радиус — 1,482 радиуса Земли, средняя плотность планеты HD 136352 c — 2,5 г/см³, радиус — 2,608 радиуса Земли.
Ниже представлена сводная таблица их физических параметров.

## Ближайшее окружение звезды
Следующие звёздные системы находятся на расстоянии в пределах 20 световых лет от ν² Волка:
| Звезда                | Спектральный класс      | Расстояние, св. лет |
| HD 142709             | K5 V                    | 7,0                 |
| HD 144628             | K3 V                    | 9,0                 |
| HD 140901             | G6 V-IV / DA7 /VII      | 9,9                 |
| HD 139664             | F5 V-IV                 | 11                  |
| HD 147513             | G3-5 V / DA2 /VII       | 12                  |
| β Южного Треугольника | F2 IV-III               | 14                  |
| α Циркуля             | A3-F1 V-IIIp / K5 V / ? | 16                  |
| ζ Южного Треугольника | F9-G0 V / ?             | 19                  |
| μ Жертвенника         | G3-5 V                  | 19                  |